# Liste des maires de Montréal
Voici la liste des maires et mairesse de Montréal depuis la constitution de la ville de Montréal, au Québec, en 1832.

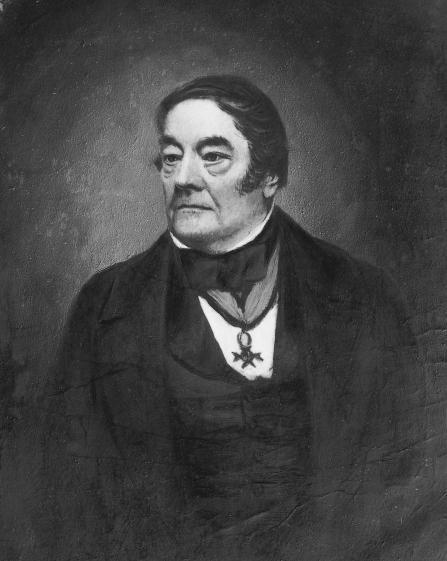
Jacques Viger, le premier maire de Montréal, vers 1850

| Période | Période | Identité                                                 | Étiquette                              | Qualité                                                                                     |
| ------- | ------- | -------------------------------------------------------- | -------------------------------------- | ------------------------------------------------------------------------------------------- |
| 1833    | 1836    | Jacques Viger                                            |                                        | 1er maire                                                                                   |
|         |         | Tutelle : Montréal est administrée par des juges de paix |                                        |                                                                                             |
| 1840    | 1842    | Peter McGill                                             |                                        |                                                                                             |
| 1842    | 1844    | Joseph Bourret                                           |                                        |                                                                                             |
| 1844    | 1846    | James Ferrier                                            |                                        |                                                                                             |
| 1846    | 1847    | John Easton Mills                                        |                                        |                                                                                             |
| 1847    | 1850    | Joseph Bourret                                           |                                        |                                                                                             |
| 1850    | 1851    | Édouard-Raymond Fabre                                    |                                        |                                                                                             |
| 1851    | 1854    | Charles Wilson                                           |                                        | 1er maire élu                                                                               |
| 1854    | 1856    | Wolfred Nelson                                           | Parti patriote                         |                                                                                             |
| 1856    | 1858    | Henry Starnes                                            |                                        |                                                                                             |
| 1858    | 1862    | Charles-Séraphin Rodier                                  |                                        |                                                                                             |
| 1862    | 1866    | Jean-Louis Beaudry                                       |                                        |                                                                                             |
| 1866    | 1868    | Henry Starnes                                            |                                        |                                                                                             |
| 1868    | 1871    | William Workman                                          |                                        |                                                                                             |
| 1871    | 1873    | Charles-Joseph Coursol                                   |                                        |                                                                                             |
| 1873    | 1873    | Francis Cassidy                                          |                                        |                                                                                             |
| 1873    | 1875    | Aldis Bernard                                            |                                        |                                                                                             |
| 1875    | 1877    | William H. Hingston                                      |                                        |                                                                                             |
| 1877    | 1879    | Jean-Louis Beaudry                                       |                                        |                                                                                             |
| 1879    | 1881    | Sévère Rivard                                            |                                        |                                                                                             |
| 1881    | 1885    | Jean-Louis Beaudry                                       |                                        |                                                                                             |
| 1885    | 1887    | Honoré Beaugrand                                         |                                        |                                                                                             |
| 1887    | 1889    | John Joseph Caldwell Abbott                              |                                        | futur premier ministre du Canada                                                            |
| 1889    | 1891    | Jacques Grenier                                          |                                        |                                                                                             |
| 1891    | 1893    | James McShane                                            |                                        |                                                                                             |
| 1893    | 1894    | Alphonse Desjardins                                      |                                        | sans rapport avec le fondateur du Mouvement Desjardins                                      |
| 1894    | 1896    | Joseph-Octave Villeneuve                                 |                                        |                                                                                             |
| 1896    | 1898    | Richard Wilson-Smith                                     |                                        |                                                                                             |
| 1898    | 1902    | Raymond Préfontaine                                      |                                        |                                                                                             |
| 1902    | 1904    | James Cochrane                                           |                                        |                                                                                             |
| 1904    | 1906    | Hormidas Laporte                                         |                                        |                                                                                             |
| 1906    | 1908    | Henry Archer Ekers                                       |                                        |                                                                                             |
| 1908    | 1910    | Louis Payette                                            |                                        |                                                                                             |
| 1910    | 1912    | James John Edmund Guerin                                 |                                        |                                                                                             |
| 1912    | 1914    | Louis-Arsène Lavallée                                    |                                        |                                                                                             |
| 1914    | 1924    | Médéric Martin                                           |                                        |                                                                                             |
| 1924    | 1926    | Charles Duquette                                         |                                        |                                                                                             |
| 1926    | 1928    | Médéric Martin                                           | Parti libéral du Canada                |                                                                                             |
| 1928    | 1932    | Camillien Houde                                          | Parti conservateur                     |                                                                                             |
| 1932    | 1934    | Fernand Rinfret                                          | Parti libéral du Canada                |                                                                                             |
| 1934    | 1936    | Camillien Houde                                          | Parti conservateur                     |                                                                                             |
| 1936    | 1938    | Adhémar Raynault                                         | Union Nationale                        |                                                                                             |
| 1938    | 1940    | Camillien Houde                                          | Parti conservateur                     | arrêté en fonction le 5 août 1940, enfermé au camp de concentration de Petawawa sans procès |
| 1940    | 1944    | Adhémar Raynault                                         |                                        |                                                                                             |
| 1944    | 1954    | Camillien Houde                                          |                                        |                                                                                             |
| 1954    | 1957    | Jean Drapeau                                             | Parti civique                          |                                                                                             |
| 1957    | 1960    | Sarto Fournier                                           | Parti libéral du Canada                |                                                                                             |
| 1960    | 1986    | Jean Drapeau                                             | Parti civique                          |                                                                                             |
| 1986    | 1994    | Jean Doré                                                | Rassemblement des citoyens de Montréal |                                                                                             |
| 1994    | 2001    | Pierre Bourque                                           | Vision Montréal                        |                                                                                             |
| 2001    | 2012    | Gérald Tremblay                                          | Équipe Tremblay, Union Montréal        |                                                                                             |
| 2012    | 2013    | Michael Applebaum                                        | Union Montréal                         | Maire par intérim                                                                           |
| 2013    | 2013    | Laurent Blanchard                                        | Union Montréal                         | Maire par intérim                                                                           |
| 2013    | 2017    | Denis Coderre                                            | Équipe Denis Coderre pour Montréal     |                                                                                             |
| 2017    |         | Valérie Plante                                           | Projet Montréal                        | Première femme élue mairesse de Montréal                                                    |